# Nottingham Challenger 2 2005
Il Nottingham Challenger 2 2005 è stato un torneo di tennis facente parte della categoria ATP Challenger Series nell'ambito dell'ATP Challenger Series 2005. Il torneo si è giocato a Nottingham in Gran Bretagna dal 4 al 10 luglio 2005 su campi in erba.

## Vincitori

### Singolare
Alex Bogdanović ha battuto in finale  Mark Hilton con il punteggio di 6–3, 7–5

### Doppio
Josh Goodall /  Martin Lee hanno battuto in finale  Jean-Michel Péquery /  Aisam-ul-Haq Qureshi con il punteggio di 6–4, 7–6(0)